# 斛兴街道
斛兴街道，是中华人民共和国贵州省黔南布依族苗族自治州罗甸县下辖的一个街道办事处。
2015年1月16日，贵州省人民政府批复同意龙坪镇行政区划调整，设置斛兴街道，辖龙坪镇城东社区居委会、城西社区居委会、河滨社区居委会，办事处驻城东社区居委会。

## 行政区划
斛兴街道下辖以下地区：
城东社区、城西社区和河滨社区。